# Publio Valerio Publícola (cónsul 352 a. C.)
Publio Valerio Publícola  fue cónsul en el año 352 a. C. con Cayo Marcio Rútilo y pretor dos años después, cuando tuvo el mando del ejército de reserva en la guerra contra los galos.
En 344 a. C. fue nombrado dictador con el propósito de celebrar unos juegos por la aparición de algunos prodigios. Fue magister equitum del dictador Marco Papirio Craso en el año 332 a. C.